# Xanthia bipuncta
Xanthia bipuncta là một loài bướm đêm trong họ Noctuidae.